# Blumenthal (Schiff, 1933)
Die Blumenthal war ein Kühlschiff der Mail-Klasse, das zwischen 1933 und 1969 von verschiedenen Reedereien und der US-Navy eingesetzt wurde.

## Geschichte

### Bau und erste Dienstzeit

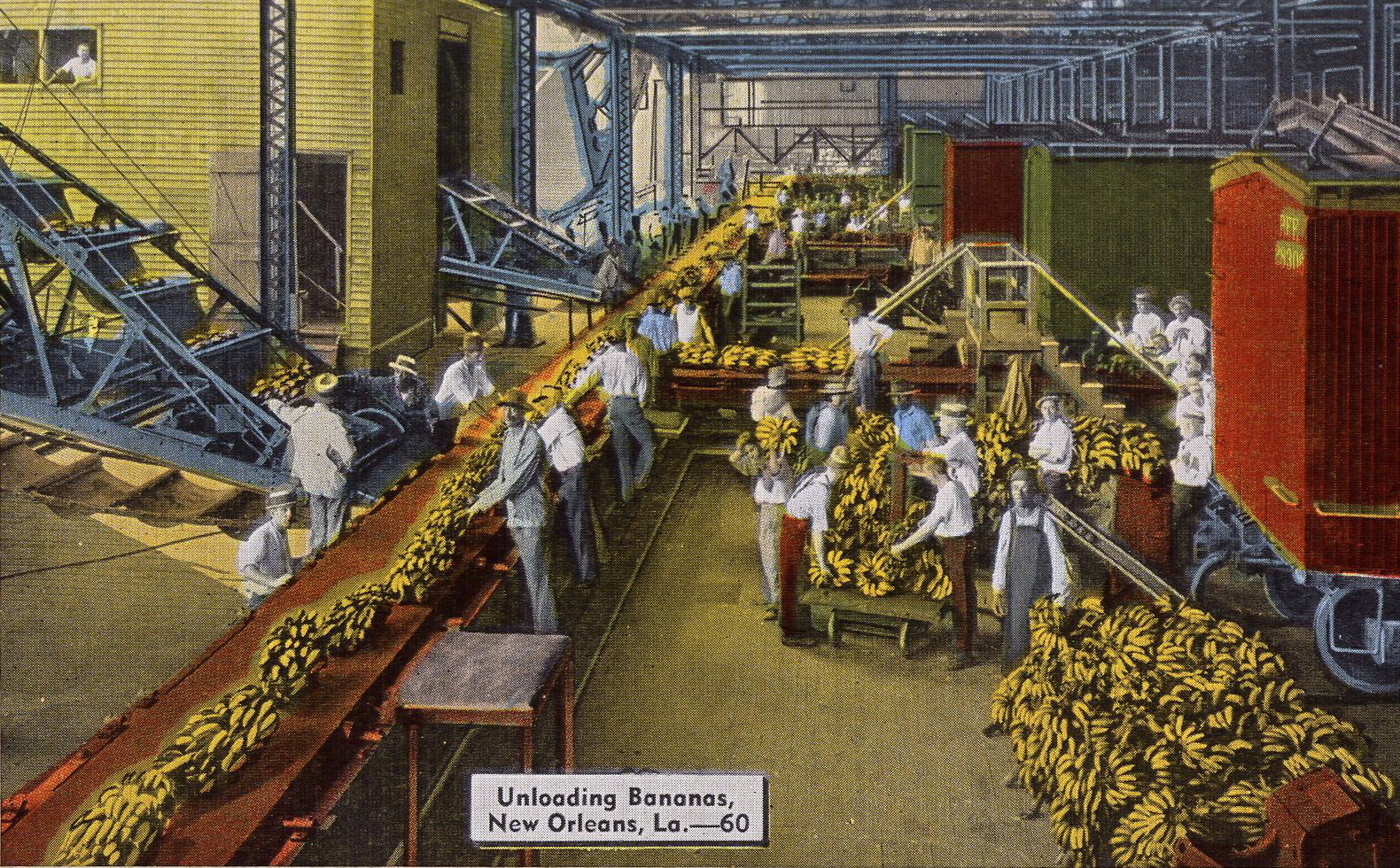
Bananen werden in New Orleans gelöscht

Unter dem Postschiffsvertrag des US Merchant Marine Act von 1928 wurden mehrere Kühlschiffe für die United Fruit Company gebaut, darunter auch die Peten, die 1957 in Bremen zur Blumenthal umgebaut wurde.
Als Segovia mit der Baunummer 354 vom Stapel gelaufen, wurde sie durch Feuer sehr schwer beschädigt und als Peten zu Ende gebaut und 1933 in Dienst gestellt. Sie entstand im Rahmen des Neubaus von sechs UFC-Schwesterschiffen ab 1933 bei der Newport News Shipbuilding und Drydock Company in Newport News (USA) für die United Mail Steamship. Das war seinerzeit eine Tochter der United Fruit Company. Die Peten und die Schwesterschiffe (Talamanca und Chiriqui) wurden von Newport News und von Bethlehem Shipbuildings die Antigua, Quirigua und Veragua in Quincy, Massachusett, gebaut.
Der Kiel der Peten wurde im März 1931 gestreckt, die Ablieferung erfolgte am 24. Februar 1933 und die Jungfernfahrt von New York zu karibischen Häfen am 2. März 1933. Sie fuhr im Liniendienst zwischen Mittelamerika und den USA und beförderte Post, Passagiere und Früchte. 1937 wurde sie von der United Fruit auf der Route New York–Kolumbien eingesetzt und in Jamaika umbenannt.

### Kriegsdienst

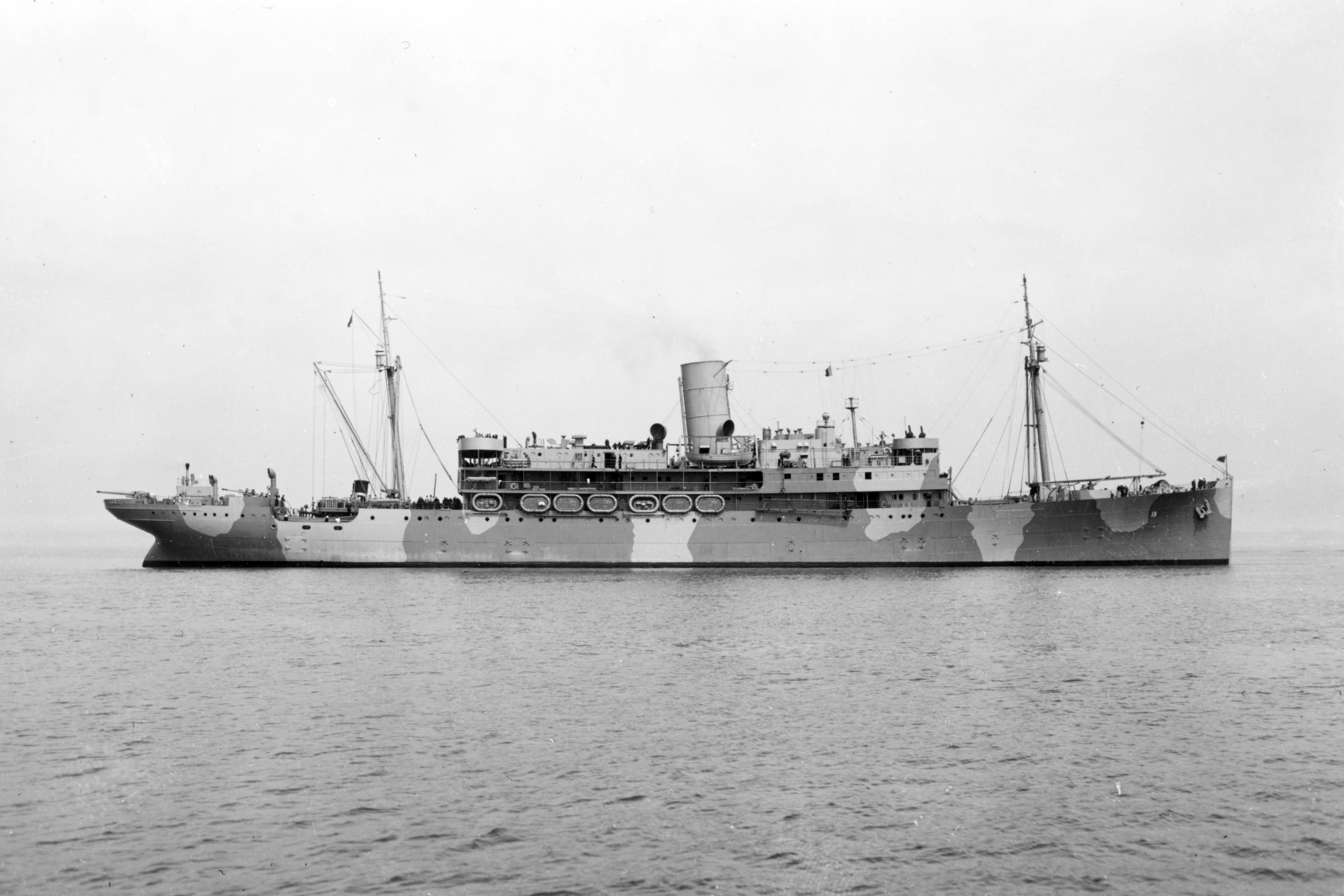
Die Tarazed wurde am 18. März 1932 als Bananendampfer Chiriqui an GWF abgeliefert und kam 1957 als Blexen zur Union, ebenso wie die Schwester Blumenthal ex Peten

Sie wurde am 24. März 1942 in New Orleans an die Kriegsschifffahrtsverwaltung (WSA) geliefert, und von der Todd Pacific Shipyards in Galveston in Texas als Hilfsschiff für den Einsatz in der Marine umgebaut, in Ariel (AF 22) umbenannt und bis 1944 in amerikanischen Gewässern im US-Versorgungsdienst eingesetzt. Während der Vorbereitungszeit der Invasion in der Normandie wurde sie nach Großbritannien überstellt und versorgte viele Schiffe der Invasionsflotte mit Nahrung und Getränken, da sie über riesige Kühlräume verfügte. Am D-Day kehrte sie in die Vereinigten Staaten zurück und wurde anschließend im Mittelmeer und wieder in der Karibik eingesetzt.

### Nachkriegsdienst bei der UFC
Im Mai 1946 verließ sie New York zu einer letzten Reise über Argentinien, Neufundland nach Reykjavík und danach erfolgte die Außerdienststellung in der New York Naval Shipyard. Das Schiff wurde unter seinem Vorkriegsnamen Jamaica an die United Fruit Company zurückgegeben. Als Jamaica wurde sie für die United Fruit umgerüstet und kehrte in ihre alten Liniendienste zurück. Zuletzt wurde sie zwischen Porto Barrios und New Orleans eingesetzt. 1957 wurde sie mit der Schwester Chiriqui an die Union Partenreederei in Bremen verkauft, an der die United Fruit beteiligt war.

### AlsBlumenthalin der Bananenfahrt für die Union
1957 wurden sie wie vorher auch die Schwester Blexen ex Chirriqui beim Bremer Vulkan umgebaut und modernisiert, die turboelektrische Antriebsanlage wurde beibehalten. Die Kühlräume der Schiffe wurden vergrößert, dazu wurde der überwiegende Teil der Passagierkabinen und sonstigen Passagiereinrichtungen für die ursprünglich 250 Passagiere sowie ein Teil der Besatzungseinrichtungen entfernt, isoliert und für die Kühlladung genutzt.
Die Bremer Union Handels- und Schiffahrtsgesellschaft änderte den Namen nach dem Umbau in Blumenthal, und sie fuhr anschließend rund zwölf Jahre im Bananendienst zwischen Mittelamerika und Nordeuropa, vorwiegend mit dem Ziel Bremerhaven. Die Blumenthal und ihre Schwester Blexen waren bis zu ihrer Abwrackung die größten Kühlschiffe unter deutscher Flagge. Sie wurde 1969 als Blumenthal in Kaohsiung, Taiwan, verschrottet.

## Schiffsbeschreibung
Die Blumenthal wurde in der Bananenfahrt eingesetzt und hatte nach dem Umbau bei einer Länge von 136,2 m und Breite von 18,4 m eine Vermessung von 6700 BRT. Bei dem Tiefgang von 7,9 m hatte sie eine Tragfähigkeit von 4620 tdw. Der Rauminhalt der Kühlladeräume betrug 280.000 ft³. Die Räume waren zur Aufnahme der Bananenstauden in sogenannte „Bins“ unterteilt, Fachwerke aus senkrecht und waagerecht  ineinander gesteckten Balken, an den die Bananenstauden seitlich abgestützt werden konnten. Diese Bins konnten für die westgehende Reise schnell entfernt werden, da die Laderäume dann häufig zum Autotransport genutzt wurden.
Die Antriebsanlage bestand aus ölgefeuerten La-Mont-Wasserrohrkesseln zur Dampferzeugung und den Dampfturbogeneratoren zur Stromerzeugung. Der Strom diente zum Antrieb der beiden elektrischen Propellermotoren mit je 4200 kW Leistung, die dem Schiff eine Geschwindigkeit von 19 kn verliehen. Außerdem wurden auch die Hilfsmaschinen und die Beleuchtung mit Strom versorgt.